# Đầu kẻ cầm kích
Đầu kẻ cầm kích là một mảnh của một bức tranh của một học trò họa sĩ người Hà Lan Hieronymus Bosch. Tác phẩm hiện đang được trưng bày tại Bảo tàng Prado, Madrid.